# Rio Fundão
O Rio Fundão é um rio do estado brasileiro do Espírito Santo, afluente do rio Reis Magos. Os seus principais afluentes do Fundão são os rios Carneiro e Piabas. Cruza a sede do município de Fundão.
Tem registros documentais desde 1861. Durante as obras da Estrada de Ferro Vitória a Minas, trabalhadores morreram nas suas águas. Possui um histórico de enchentes em Fundão desde antes de 1938, com ocorrências posteriores registradas em 1942, janeiro e outubro de 2009, 2010 e 2012.
Também já foi vítima de poluição num acidente com caminhão de combustível em 2005, que afetou quatro quilômetros do rio com 30,4 toneladas de óleo e pelo frigorífico local em 2007, que causou a morte de peixes. O Rio Fundão também é poluído por esgoto não tratado e agrotóxicos e está assoreado e com volume de água diminuindo devido ao desmatamento nas suas margens.